# Pteromalus euthymus
Pteromalus euthymus är en stekelart som beskrevs av Walker 1847. Pteromalus euthymus ingår i släktet Pteromalus och familjen puppglanssteklar. Inga underarter finns listade i Catalogue of Life.